# Zygmunt Krzywański
Zygmunt Krzywański (ur. 2 listopada 1907 w Łodzi, zm. 25 grudnia 1981 tamże) – polityk komunistyczny, poseł na Sejm PRL I kadencji (1952-1956).

## Życiorys
Skończył 3 klasy miejskiej szkoły handlowej, od 1922 goniec w firmie handlowej, potem tkacz. Od 1931 utrzymywał kontakt z działaczami KZMP, 6 III - 3 IV 1933 brał udział w powszechnym strajku włókniarzy w Łodzi; członek komitetu strajkowego. Związany z Lewicą Związkową, 1934-1938 był delegatem fabrycznym, od 1936 członek zarządu oddziału niemieckiego klasowego związku zawodowego włókniarzy. W jego rodzinnym mieszkaniu odbywały się zebrania komunistów. W 1938 zwolniony z pracy, podjął pracę w fabryce włókienniczej Horaka. W maju 1940 wywieziony na roboty przymusowe do Niemiec, do wyzwolenia 28 III 1945 był robotnikiem-metalowcem w Wetzlar, do kraju wrócił VI 1945, wstąpił do PPR i ponownie pracował jako tkacz w Łodzi, od 1946 majster w fabryce "Miller". Współorganizator i sekretarz fabrycznego koła PPR i członek Rady Zakładowej. Członek Komitetu Dzielnicowego (KD) PPR na Górnej. Od IX 1946 instruktor, a od XI 1948 kierownik Wydziału Zawodowego Komitetu Łódzkiego (KŁ) PPR. Był delegatem z Łodzi na II Zjazd PPR 14 XII 1948 i na I Zjazd PZPR. Od 1949 przewodniczący Okręgowej Rady Związków Zawodowych (ORZZ) w Łodzi, 1950-1956 przewodniczący Zarządu Głównego (ZG) Związku Zawodowego Pracowników Przemysłu Włókienniczego, Odzieżowego i Skórzanego, 1957-1970 przewodniczący Wojewódzkiej Komisji Związków Zawodowych (WKZZ) w Łodzi. 1952-1956 był posłem na Sejm PRL, 1960-1971 członkiem KŁ PZPR, od 1950 radnym miasta Łodzi, członkiem Prezydium Miejskiej Rady Narodowej (MRN) i łódzkiego komitetu FJN. Potem przeszedł na rentę dla zasłużonych. Był odznaczony m.in. Orderem Sztandaru Pracy I klasy i Krzyżem Komandorskim Orderu Odrodzenia Polski.